# 普莱桑
普莱桑（法語：Plaissan，法語發音：[plesɑ̃]）是法国埃罗省的一个市镇，属于洛代沃区。

## 地理
普莱桑（43°33'29"N, 3°31'33"E）面积5.79 平方千米，位于法国奧克西塔尼大區埃罗省，该省份为法国南部沿海省份，南濒地中海，西南接奥德省，西北接塔恩省和阿韦龙省，东北与加尔省接壤。
与普莱桑接壤的市镇（或旧市镇、城区）包括：欧姆拉斯、贝拉尔加、勒普热、皮拉谢、圣帕瓜尔、旺代米扬。
普莱桑的时区为UTC+01:00、UTC+02:00（夏令时）。

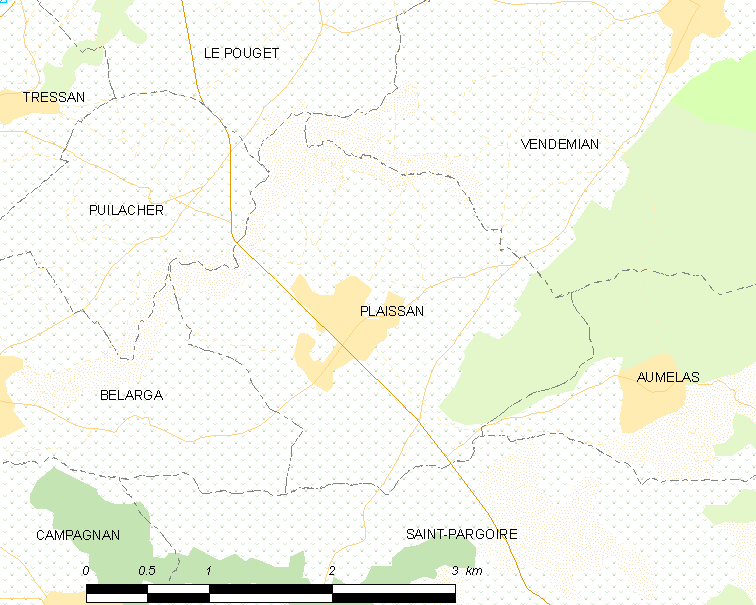
普莱桑的OSM定位图

## 行政
普莱桑的邮政编码为34230，INSEE市镇编码为34204。

## 政治
普莱桑所属的省级选区为日尼亚克县。

## 人口

1962-2008年间普莱桑人口变化图示

普莱桑于2022年1月1日时的人口数量为1610人。